# Tmesipteris forsteri
Tmesipteris forsteri là một loài dương xỉ trong họ Psilotaceae. Loài này được Endl. mô tả khoa học đầu tiên..
Danh pháp khoa học của loài này chưa được làm sáng tỏ. 